# Rothia epipales
Rothia epipales là một loài bướm đêm trong họ Noctuidae.